# Pieta z dominikánského kláštera v Chebu
Pieta z dominikánského kláštera v Chebu (kolem r. 1350) je jednou z nejvýznamnějších gotických soch dochovaných v Čechách. Je součástí sbírek Galerie výtvarného umění v Chebu, inv. č. P 273.

## Popis a zařazení
Sousoší sestává ze dvou samostatných, plně plastických soch z olšového dřeva v nadživotní velikosti. Celkové rozměry 161 x 96 x 60 cm.
Sochy jsou ze zadní strany hluboce vydlabány. Při restaurování, které provedl roku 1972 Mojmír Hamsík, byla odstraněna nepůvodní polychromie i četné doplňky zkreslující celkový vzhled a stabilita soch byla zajištěna čepy. Obličej Panny Marie, v minulosti odříznutý a nahrazený novějším, byl rovněž sejmut. Sochu poprvé uvedl do literatury Josef Opitz, který zjistil její souvislost s německým sochařstvím.
Námět Panny Marie s mrtvým Kristovým tělem se osamostatnil ve 13. století ze scény Oplakávání Krista. Kolem roku 1300 se začal objevovat v sochařství. Chebská Pieta reprezentuje nejstarší ikonografický typ, označovaný jako mystická nebo heroická Pieta. Formálně se řadí k východní skupině vertikálních piet, které předcházely horizontální a diagonální typ vrcholné a pozdní gotiky. Podobné Piety se zachovaly ve středním Německu, Bavorsku, Slezsku a Dolní Lužici. Úzký vztah ji váže zejména k Pietě z Scheuerfeldu (Museum Veste Coburg), která je považována za výchozí typ, Pietě z Erfurtu a Pietě ze slezské Lubuše.
Veškeré příbuzné piety s vyznačují monumentálními rozměry (výška 161 až 185 cm) i dalšími společnými formálními i kompozičními znaky, drastickým pojetím námětu a často podobným materiálem (většinou topolové dřevo). Kristova hlava, bezvládně pokleslá a s otevřenými ústy, vyjadřuje přesvědčivě hrůzu smrti. Pieta z Coburgu (Scheuerfeldu) má přirozené, logické a správně odpozorované řasení drapérie, kdežto příbuzné německé Piety se vyznačují stylizací převzatého vzoru, zejména směrem k expresivní nadsázce. Podobně je to s ostře řezanými trubicovými záhyby ve spodní polovině sousoší a graficky tvrdým pojetím vlasů, rysů tváře i ostatních vyhroceně stylizovaných tělesných tvarů a drapérií. Chebská Pieta se odlišuje od Erfurtské absencí horizontálního lemu drapérie a místo lineární strohosti záhybů má šat Marie měkké širší a přes sebe zavíjené trubicovité záhyby, jaké se v sochařství uplatnily po polovině 14. století.
Přepjaté zdůraznění Kristových ran, masivní trnová koruna nebo expresivní střídání konkávních a konvexních tvarů spojuje heroické Piety s tzv. bolestnými Krucifixy z konce 13. a počátku 14. století. Oba typy soch měly probudit účast věřících s Kristovým utrpením. Chebský kronikář zaznamenal případ, kdy kázání mnicha před sochou podobného typu rozvášnilo dav, který přímo z kostela vyrazil k pogromu na Židy. Z chebského typu vychází i některé mladší Piety z druhé poloviny 14. století, produkované souběžně s novým typem parléřovské horizontální Piety. Heroická Pieta z Jihlavy s proporčně menší postavou Krista patří k typu Piety corpusculum, vychází z jiného vzoru a blíží se spíše k některým sochám z oblasti severní Itálie.
Heroické vertikální piety souvisejí s typem zbožnosti zaměřeným na Krista, pašije a eucharistii, jaký se pěstoval zejména v ženských cisterciáckých klášterech. Pašijová a eucharistická tematika se objevuje i v dominikánských textech. Chebští dominikáni patřili k saské řádové provincii, kde byly piety produkovány. Původ v prostředí dominikánského řádu, který podporoval kult Božího těla, má i tzv. Přemyslovský krucifix z dominikánského kostela Povýšení svatého Kříže v Jihlavě.

### Jiná díla
- Přemyslovský krucifix (kolem r. 1330)
- Pieta z Partoltic[15]
- Pieta z Coburgu[16]
- Pieta z Erfurtu, z kláštera uršulinek
- Pieta z Lubuše (Lubiąża), 1360-1370
- Pieta z Jihlavy, z kostela sv. Jakuba
- Pieta z Lásenice (kolem 1380-1400)

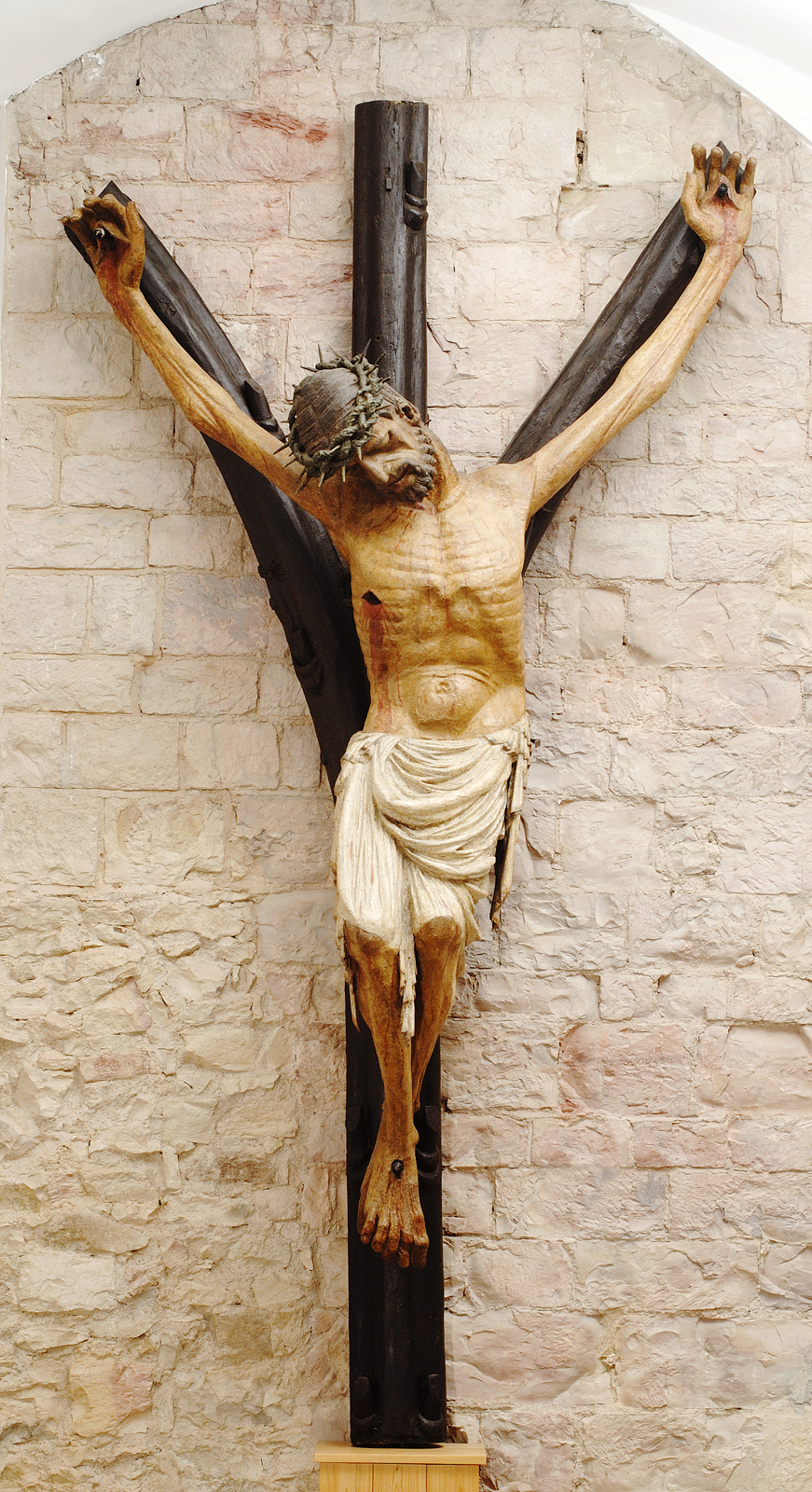
Přemyslovský krucifix (1330)
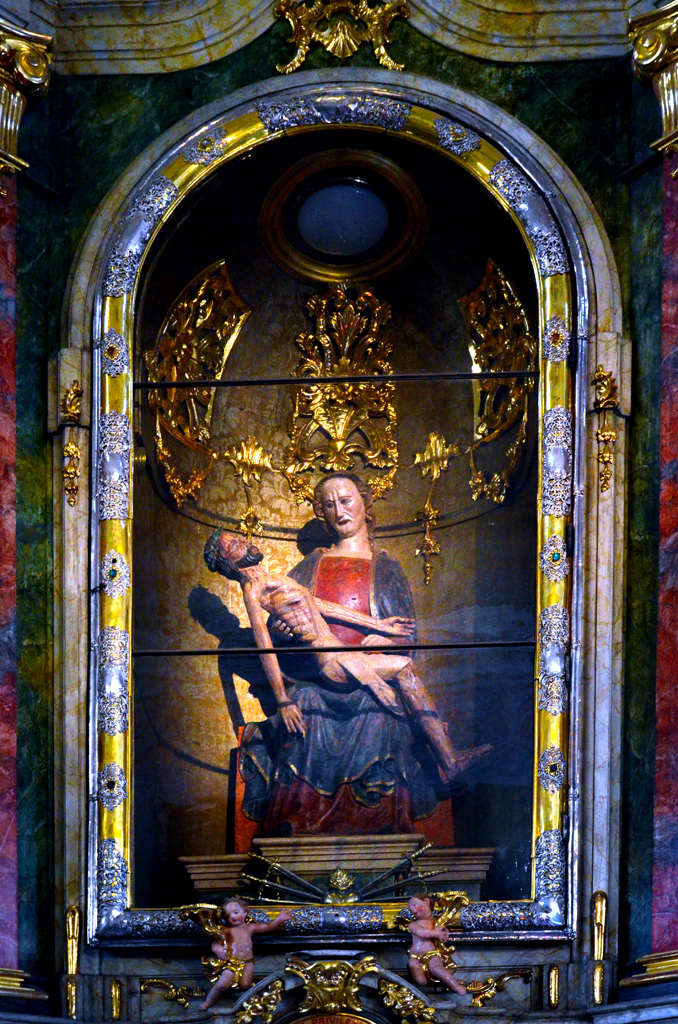
Pieta z Jihlavy (1330-1370)
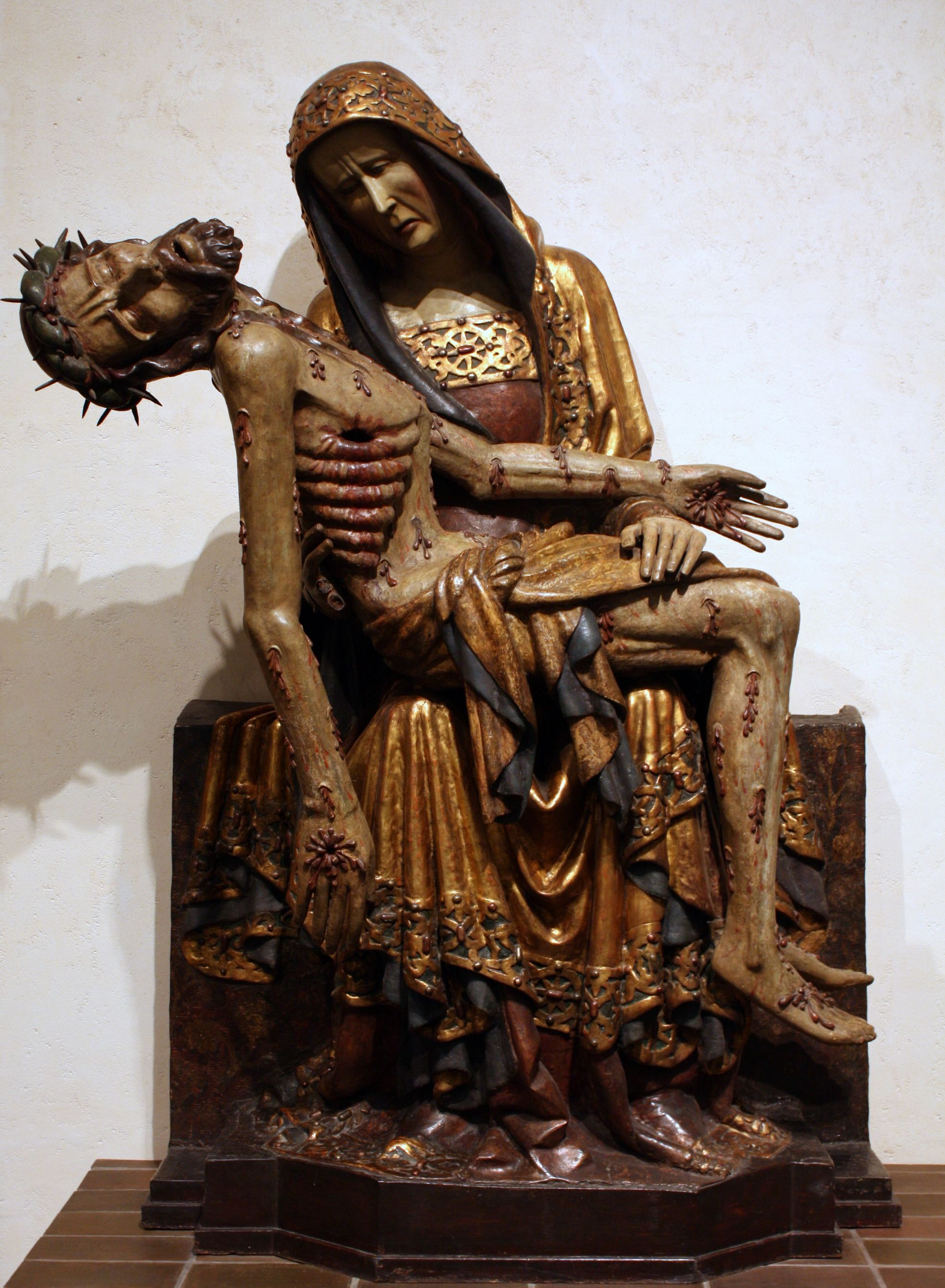
Pieta z Lubiąża (1360-1370)
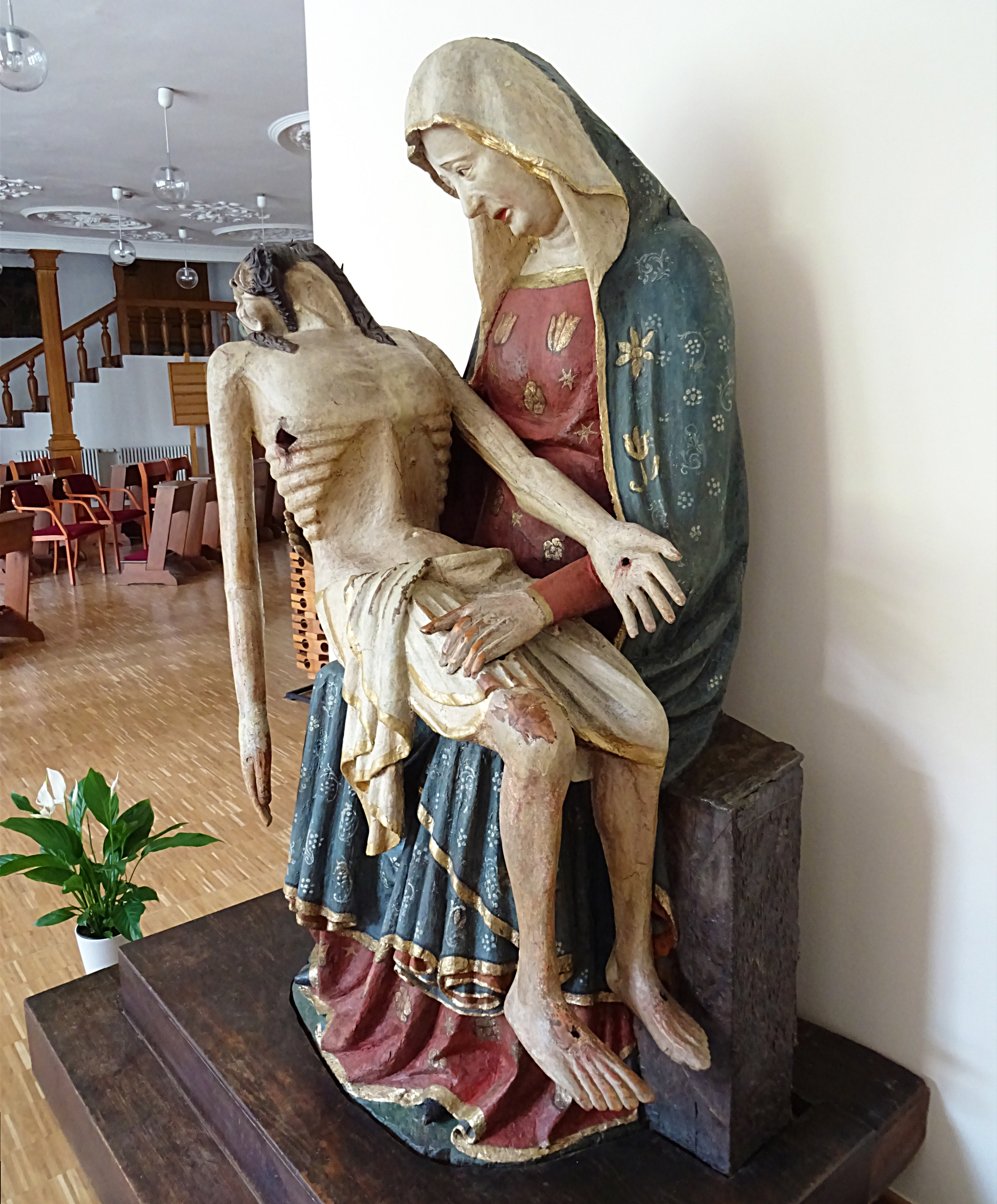
Pieta z Erfurtu
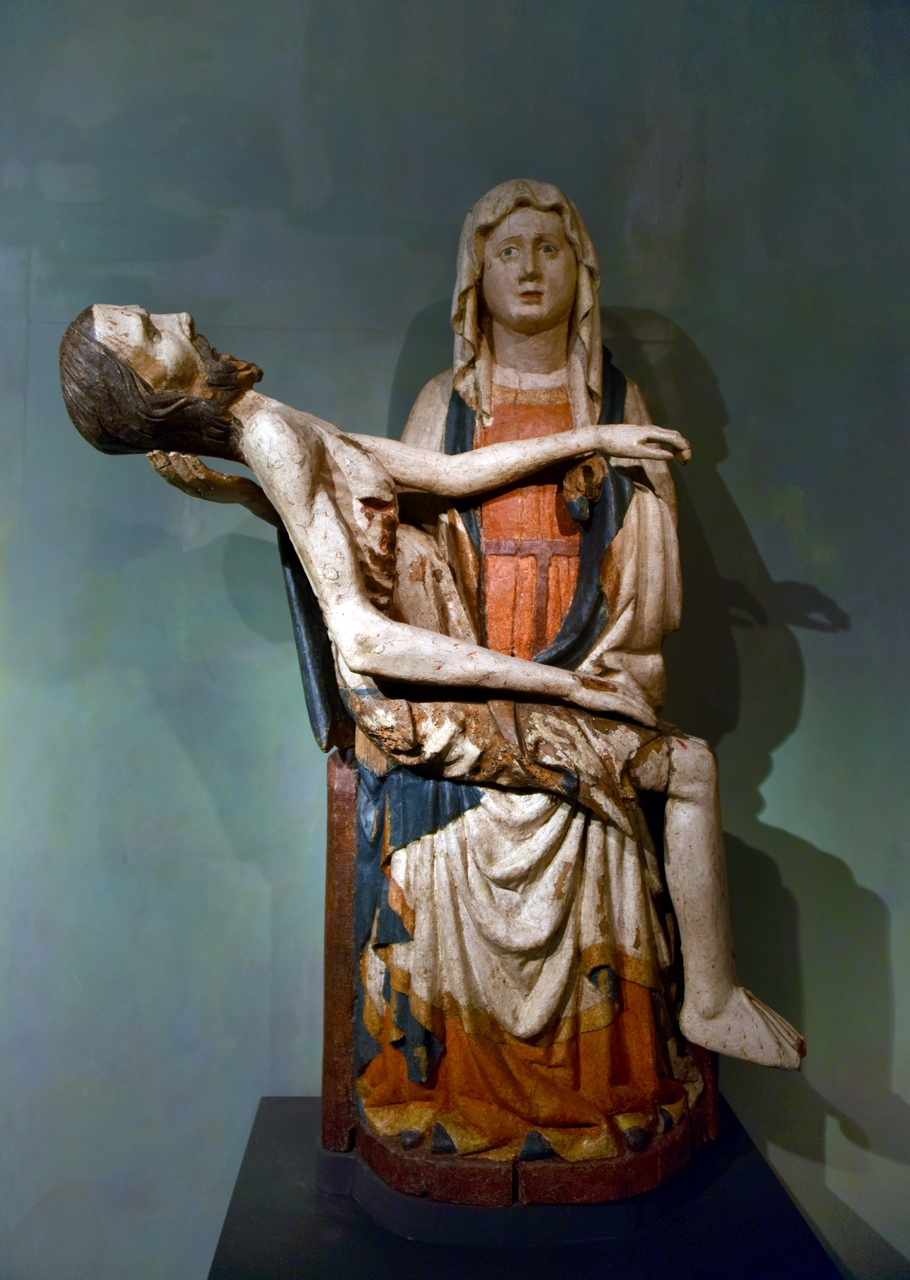
Pieta z Lásenice (kolem 1380-1400), Národní galerie v Praze